# Odilo Scherer
Odilo Pedro Scherer (Cerro Largo, Rio Grande do Sul, 21 de setembre de 1949) és un cardenal brasiler de l'Església catòlica. Actualment és l'arquebisbe de São Paulo, i va ser elevat a cardenal el 2007 pel papa Benet XVI. Scherer, un brasiler descendent d'alemanys, és fill d'Edwino Scherer i Francisca Wilma Steffens, i parent llunyà del difunt cardenal-arquebisbe de Porto Alegre, Alfredo Scherer. Sa mare era descendent d'alemanys immigrants del Saarland.